# St. Petri (Stendal)

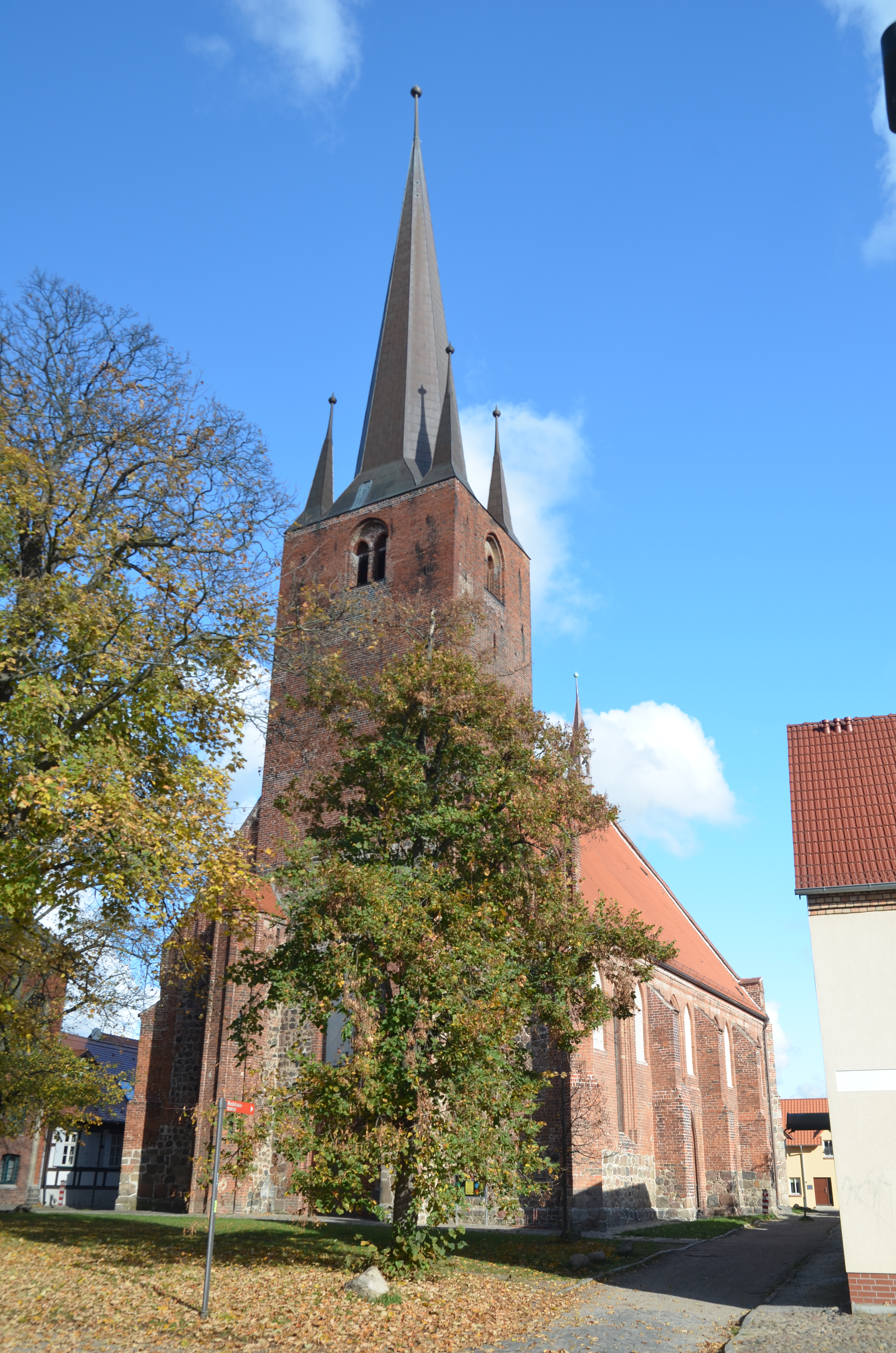
Stendal St. Petri

Die Kirche St. Petri in Stendal ist eine evangelische Stadtkirche im Stil der Backsteingotik. Sie gehört zum Kirchenkreis Stendal der Evangelischen Kirche in Mitteldeutschland und steht in der Nordwestecke der Altstadt von Stendal.

## Geschichte und Architektur
Die Kirche St. Petri ist eine dreischiffige vierjochige Hallenkirche mit Turm anstelle des westlichsten Mittelschiffsjochs und einem zweijochigen Chor mit einem Abschluss aus vier Seiten eines Zehnecks in Mittelschiffsbreite. Die Kirche wurde wahrscheinlich im Zeitraum nach 1285 abschnittsweise errichtet, wobei 1306 der Chor in Feldsteinmauerwerk vollendet wurde. Danach wurde in der ersten Hälfte des 14. Jahrhunderts das Schiff und anschließend der untere Teil des Turms ebenfalls in Feldsteinmauerwerk errichtet. Nach Fertigstellung des Turms wurde gemäß dendrochronologischer Datierung (d) der Chor bis 1371 erhöht und gewölbt, der Lettner eingebaut und das Schiff eingewölbt. Die späteren Teile wurden in Backsteinmauerwerk ausgeführt. Der Turm wurde 1415 (d) bis zur Höhe des Glockengeschosses erhöht. Danach erfolgte die Einwölbung des Schiffes in der ersten Hälfte des 15. Jahrhunderts. Der Turmhelm wurde 1583 vollendet. Wie in der größeren Jakobikirche in Stendal tragen Achteckpfeiler die Scheidbögen mit abgetreppten Leibungen und die Kreuzgewölbe. An der Außenseite des Chors befindet sich ein Sandsteinrelief der Verkündigung Mariens, das um 1430 geschaffen wurde.
Restaurierungen wurden in den Jahren 1933/34 und 1979/80 vorgenommen.

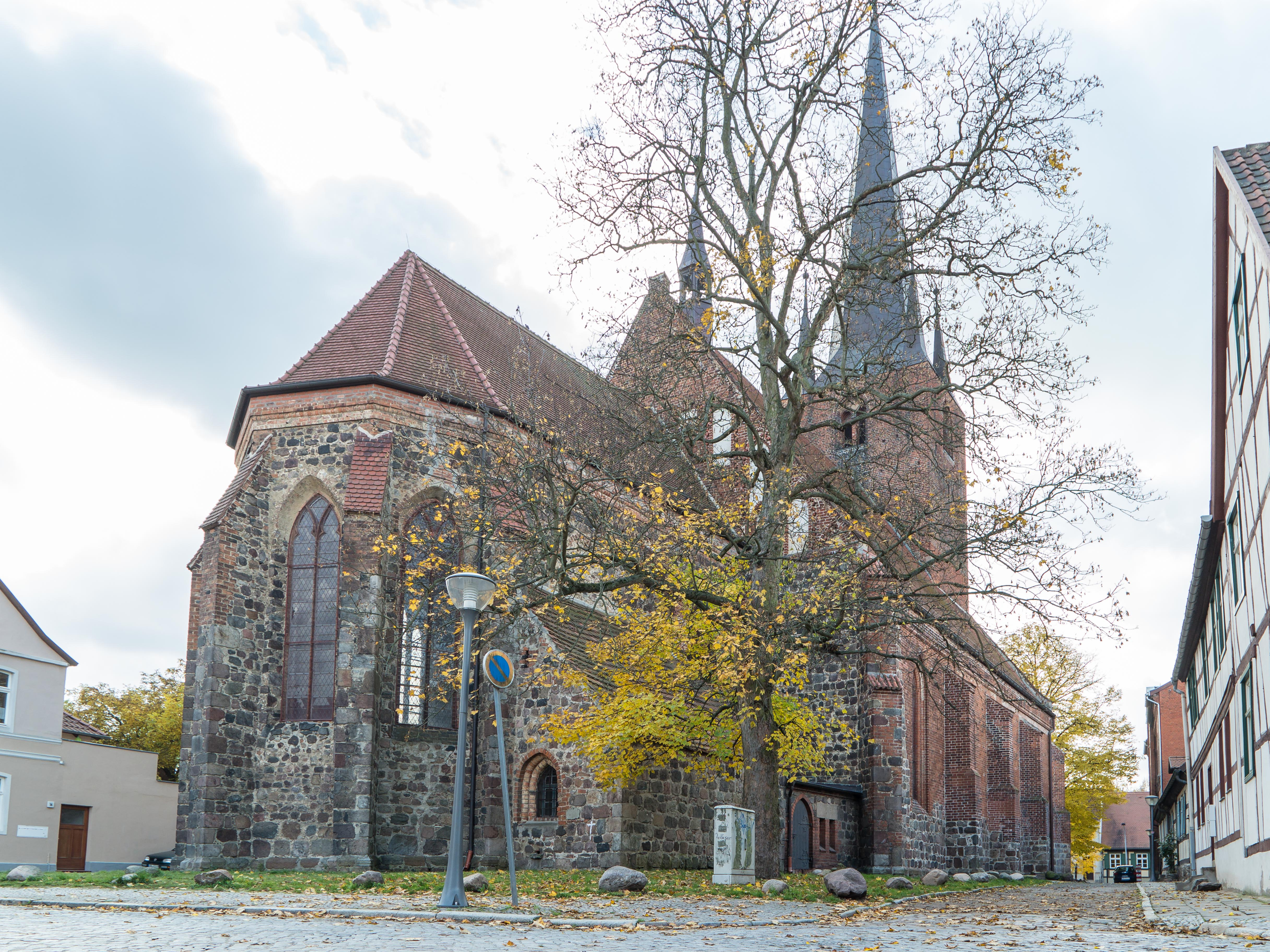
St. Petri von Nordost

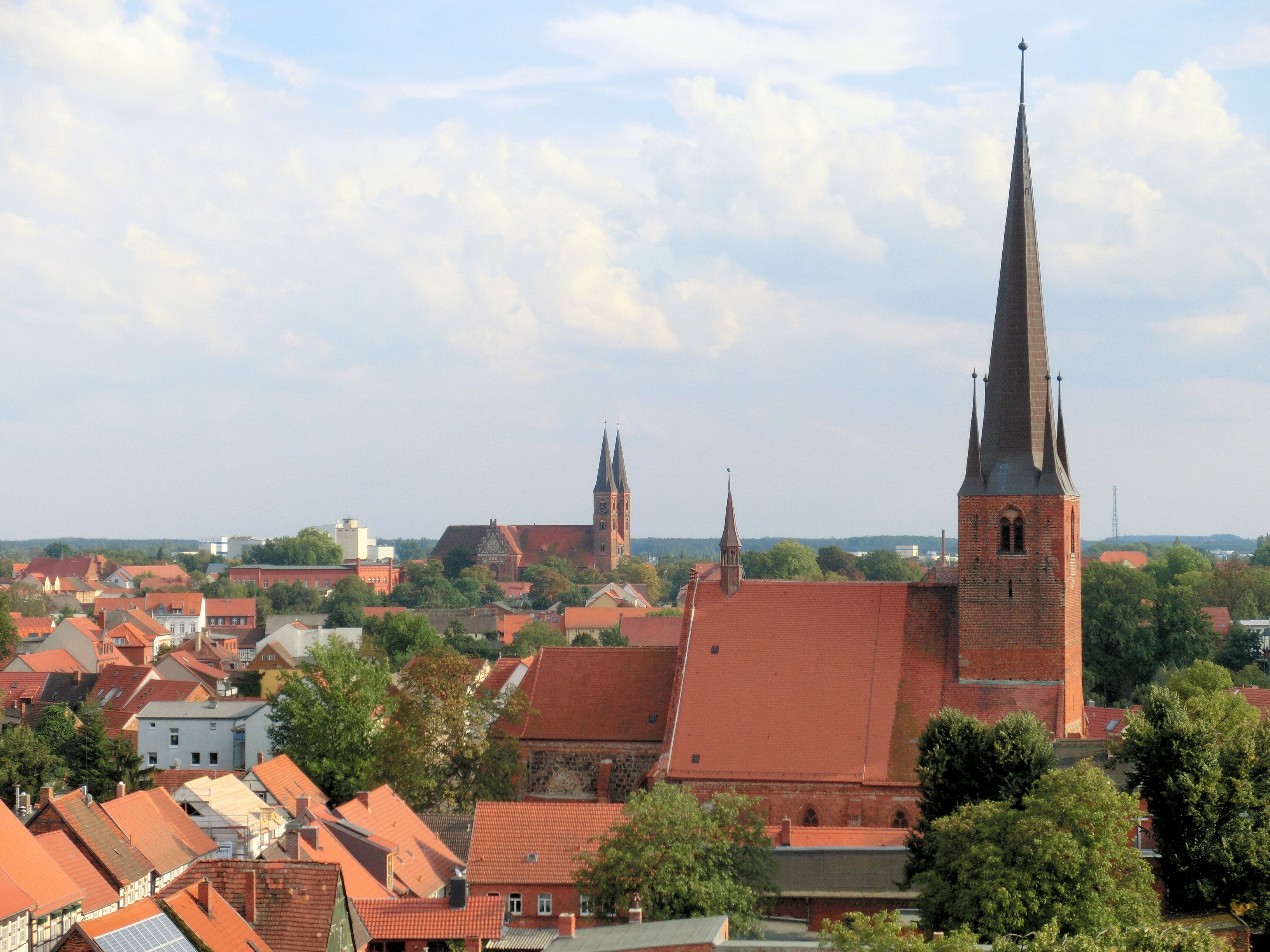
St. Petri von Norden mit dem Dom im Hintergrund

## Ausstattung
Der Lettner ist als halbhohe Backsteinmauer mit zwei Durchgängen ausgeführt, wobei in den Zwickeln der Bögen Vierpassmuster aus Formsteinen angeordnet sind. Den Abschluss bildet eine Nischengalerie mit Holzskulpturen des segnenden Christus mit zwölf Aposteln aus der Mitte des 14. Jahrhunderts. Darüber schließt ein Triumphkreuz aus der Mitte des 15. Jahrhunderts den Lettner ab.
Der Altar besteht aus zwei Schnitzaltären, die übereinander auf einer zweistufigen Predella aufgestellt sind. In der Mitte des unteren Schreins ist eine Marienkrönung dargestellt, daneben und in den Flügeln Apostel und Heilige in zwei Reihen übereinander. Die Figuren sind von unterschiedlicher Herkunft und Qualität und stammen teils aus dem späten 14., teils aus dem späten 15. Jahrhundert. Auf den Flügeln ist eine gemalte Darstellung des Kalvarienbergs zu finden. Im oberen Altar ist eine Madonna mit sechs Heiligen aus der Zeit um 1500 zu sehen.
Die Kanzel aus der Zeit um 1600 zeigt an der Brüstung von Treppe und Korb Malereien von einer Wiederherstellung im Jahr 1696, die in Flachnischen den Salvator, Petrus, die vier Evangelisten und sieben Szenen aus dem Neuen Testament sowie Luther als Ölgemälde auf Leinwand zeigen.
Weitere Ausstattungsstücke sind ein Kronleuchter aus Messing von 1633, ein gotischer Schrank mit originalen Beschlägen sowie eine gotische Sakramentsnische mit eisenbeschlagener Holztür. Auch die Sakristeitür mit Beschlägen stammt noch aus gotischer Zeit.
Die Orgel ist ein Werk der Firma Voigt vom Anfang des 20. Jahrhunderts.
An der Nordwand befindet sich ein schlichter Grabstein des Heinrich Christian von Hasfort († 1732). Weitere Grabsteine für Catharina Elisabeith Werckenthin († 1736), für Johannes Werckenthin († 1752) und Regina Sophia Döllen († 1759) mit ihrem Ehemann Johann Friedrich Döllen († 1785) sind an den Turmpfeilern angebracht.
Von den zwei Bronzeglocken aus den Jahren 1490 und 1497, deren eine in Ton h0 von Geert van Wou und die andere in Ton d′ von Herman Vogel gegossen wurde, verdient insbesondere die erstgenannte hervorgehoben zu werden, da sie vom Gießer der berühmtesten mittelalterlichen Glocke Gloriosa stammt.